# Comté de Big Horn (Wyoming)
Pour les articles homonymes, voir Comté de Big Horn.
Le comté de Big Horn est un comté de l'État du Wyoming dont le siège est Basin. Selon le recensement de 2020, sa population est de 11 521 habitants.